# Vodní doprava

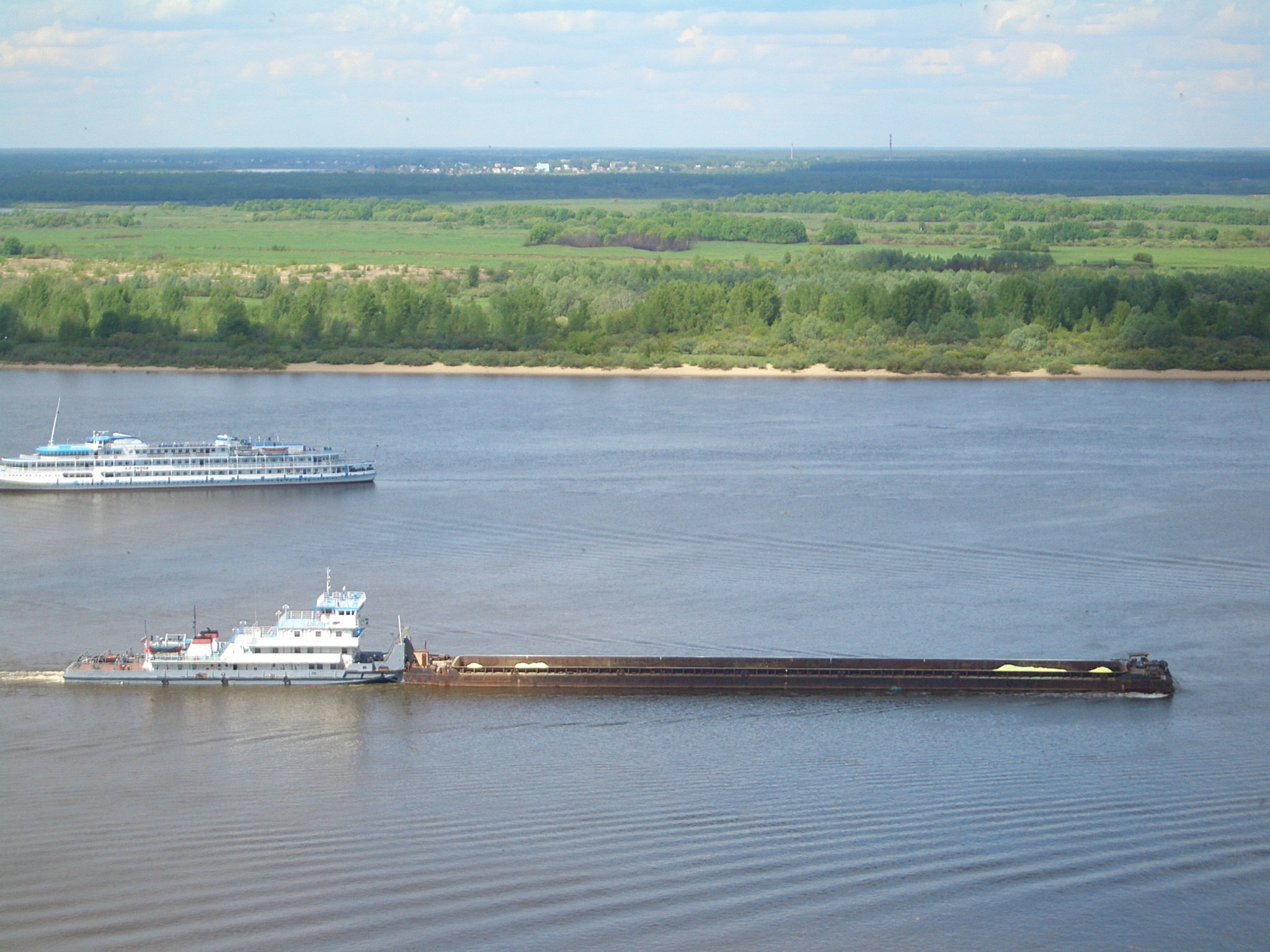
Volha

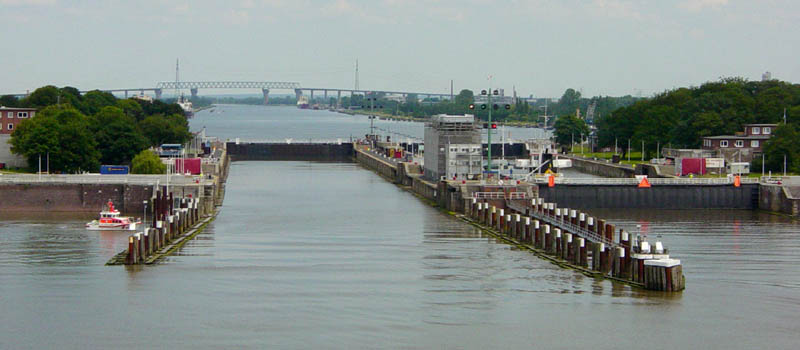
Kielský průplav

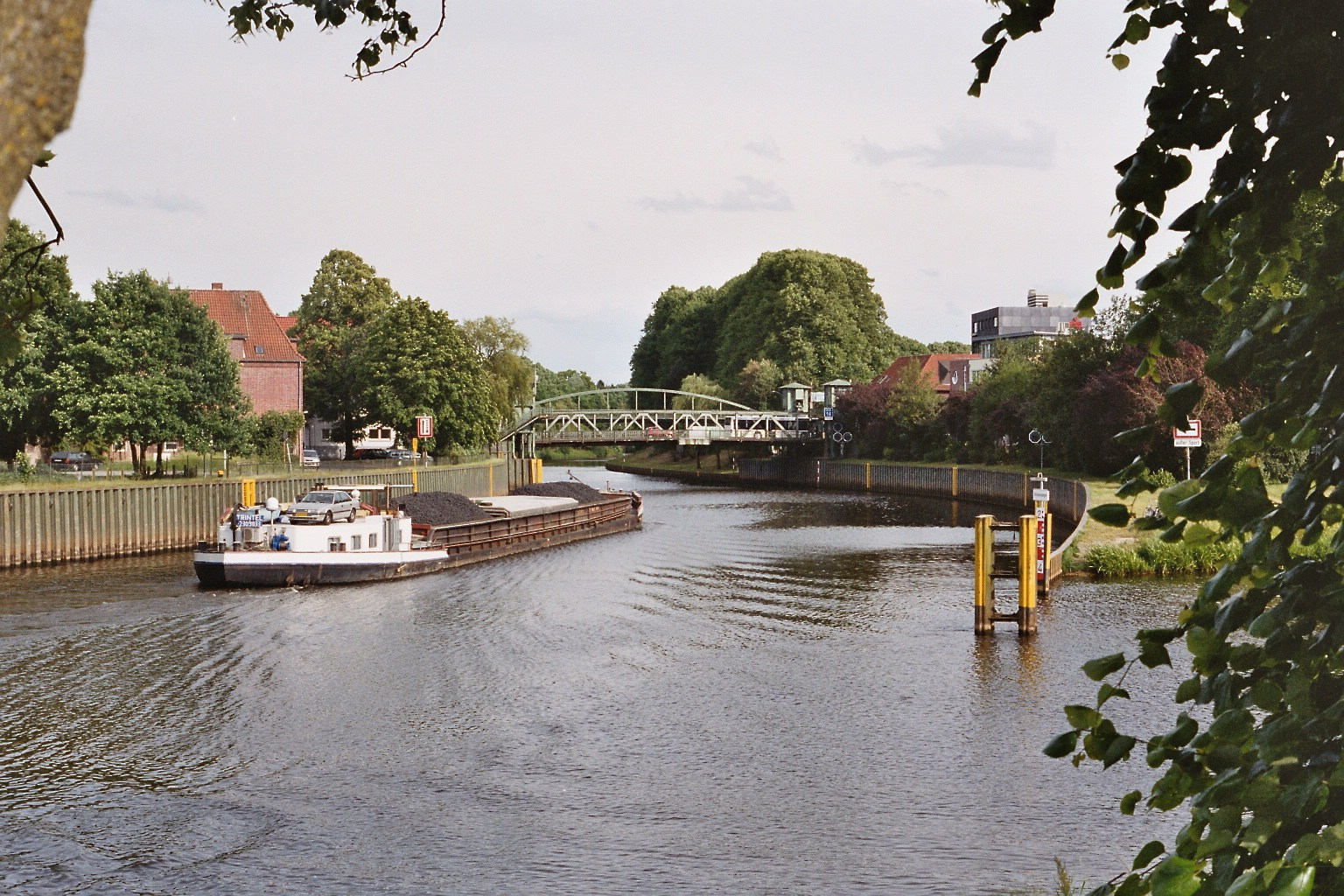
Dortmund-Ems-Kanál

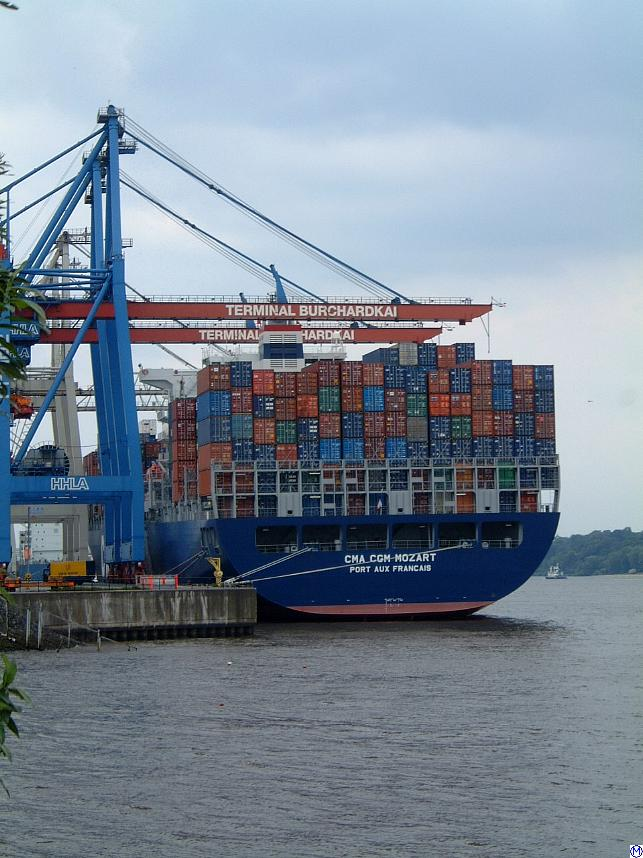
Kontejnerová loď CGM CMA Mozart v Hamburku

Vodní doprava je druh dopravy, který je zajišťován plavbou po vodních tocích (zejména řekách), umělých i přírodních jezerech, mořích, oceánech i umělých plavebních kanálech a průplavech, a to na vodní hladině nebo pod hladinou. Také sem zařazujeme plavidla na vzduchovém polštáři, tedy vznášedla pohybující se nad vodní hladinou.
Souhrnný název pro vodní dopravní prostředky a jiné řiditelné plovoucí objekty je plavidla. Plavidlem bývá nejčastěji loď, ale je jím například také vor nebo ponorka.
Vodní (lodní) dopravu lze rozdělit na:
- námořní a vnitrozemskou (vnitrozemskou se rozumí zejména říční a jezerní) – některá plavidla však mohou mezi řekami a moři přejíždět,
- osobní a nákladní,
- linkovou (pravidelnou) a příležitostnou (nepravidelnou).

Zvláštním druhem dopravy oproti dálkové dopravě nebo podélné říční dopravě jsou přívozy, které slouží k přepravě napříč vodním tokem. Obdobná (zpravidla námořní) doprava na kratší vzdálenosti například přes průliv, přes řeku v jejím ústí nebo na blízký ostrov se nazývá trajekt. Trajektem byla i loď Estonia.
Pokud dochází k dopravě osob nebo nákladů podél pobřeží, nazýváme takovou dopravu příbřežní nebo také kabotážní.
Voroplavba je efektivní způsob svážení vytěženého dřeva po vodě a má dávnou tradici i v Čechách, zejména na Vltavě. Znemožňuje ji však regulace toku a výstavba přehrad.
Místní vodní doprava může být také součástí systému městské dopravy nebo integrovaného dopravního systému.
Plavidla dnes bývají většinou poháněna dieselovými motory, které vystřídaly v minulosti hojně používané parní stroje. Jiný způsob pohonu jsou plachty, které se dnes používají ke komerčním účelům už jen v zemích třetího světa, v rozvinutých zemích slouží spíše k rekreačnímu a sportovnímu jachtingu případně k základnímu výcviku námořníků.